# Abu Ghraib District
Abu Ghraib District är ett distrikt i Irak.   Det ligger i provinsen Bagdad, i den centrala delen av landet, 30 km väster om huvudstaden Bagdad. Antalet invånare är 190 000.
Följande samhällen finns i Abu Ghraib District:
- Abū Ghurayb